# كلورو الإيثان
كلورو الإيثان (أو كلوروإيثان كما يعرف أيضاً باسم أحادي كلورو الإيثان أو كلوريد الإيثيل) هو مركب كيميائي عضوي له الصيغة C2H5Cl؛ وينتمي إلى مجموعة هاليدات الألكانات.

## التحضير
يحضّر مركب كلورو الإيثان من تفاعل إضافة مركب كلوريد الهيدروجين إلى الإيثيلين بوجود حفاز من كلوريد الألومنيوم بتفاعل ناشر للحرارة:
{\displaystyle \mathrm {C_{2}H_{4}\ +\ HCl\ {\xrightarrow {Cat.}}\ C_{2}H_{5}Cl} }

## الخواص
يوجد كلورو الإيثان في الشروط القياسية من الضغط ودرجة الحرارة على شكل غاز عديم اللون، له رائحة واخزة تشبه رائحة الإيثر؛ وله كثافة أكبر من الهواء.
يتميز المركب بنشاط كيميائي جيد، ويتفكك حرارياً إلى مكوناته من الإيثيلين وكلوريد الهيدروجين. ينحل المركب إلى حد ما في الماء، لكنه ينحل بشكل أكبر في المذيبات العضوية.

## الاستخدامات
باستخدام حفاز من الصوديوم كان كلورو الإيثان يستخدم في الماضي بكثرة في إنتاج رباعي إيثيل الرصاص، والذي كان يمزج في الماضي بكثرة مع وقود السيارات كمانع للخبط في محركات الاحتراق الداخلي؛ قبل أن يحظر عالمياً لأسباب بيئية وصحية. كما استخدم فيما سبق في عدة تطبيقات نمطية لمركبات الهيدروكربونات الكلورية كمثلّج ودافع في العبوات المغلقة ومخدّر.
يتفاعل كلورو الإيثان مع الألومنيوم ليعطي مركب أحادي ونصف كلوريد إيثيل الألومنيوم ethylaluminium sesquichloride، الذي يعد مركباً طليعياً في تحضير مركبات الألومنيوم العضوية.